# 埃德蒙·德·龚古尔

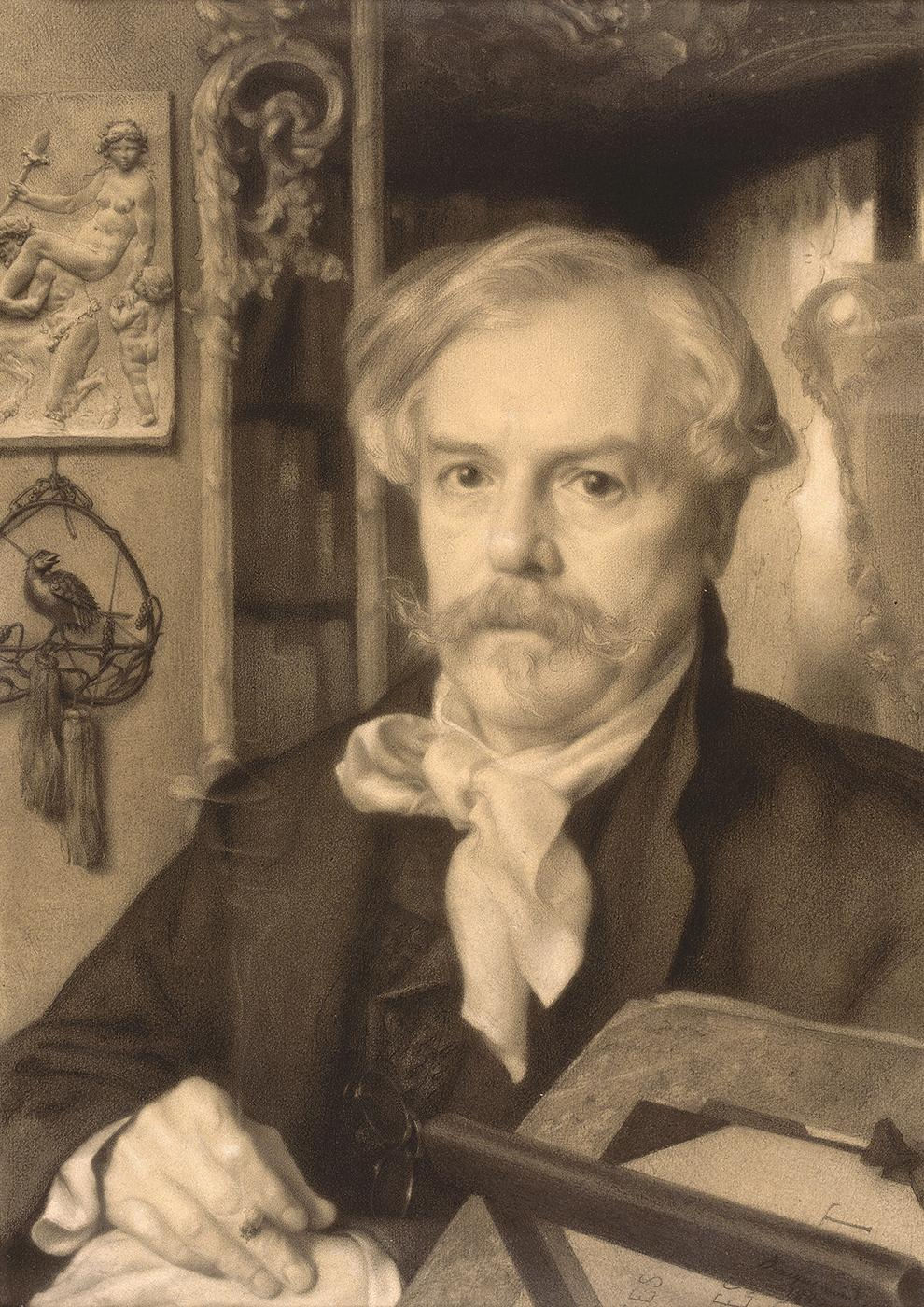
埃德蒙·德·龚古尔（58岁），1880年

埃德蒙·于奥·德·龚古尔（法語：Edmond Huot de Goncourt，發音：[ɛdmɔ̃ ɥo də ɡɔ̃kuʁ]，1822年5月26日—1896年7月16日）生于法国南锡，法国小说家。
其小说的部分作品是与其兄弟朱爾·德·龚古尔共同完成的．龚古尔曾就读于Condorcet中学，与福楼拜，都德，左拉等有着良好的友谊；1860年起陆续写出长篇小说《列莱·莫伯兰》、《日尔米尼·拉赛德》、《马奈特·萨洛蒙》、《翟惠赛夫人》等，多用心理学和病理学的观点分析人物精神状态，把社会矛盾放在次要。儒勒去世后，埃德蒙又写出小说《女郎爱里沙》、自传体《桑加诺兄弟》、《亲爱的》等作品，并续写完《龚古尔兄弟日记》九卷。
埃德蒙·龚古尔是龚古尔文学奖的创始人，是以他自己命名的，每年颁发一次的奖项。
龚古尔逝世后被埋葬于巴黎的蒙马特公墓。